# Hydroporus tessellatus
Hydroporus tessellatus é uma espécie de insetos coleópteros pertencente à família Dytiscidae.
A autoridade científica da espécie é Drapiez, tendo sido descrita no ano de 1819.
Trata-se de uma espécie presente no território português.